# Miasta Tonga
Według danych oficjalnych pochodzących z 2011 roku Tonga posiadała ponad 20 miast o ludności przekraczającej 200 mieszkańców. Stolica kraju Nukuʻalofa jako jedyne miasto liczyło ponad 20 tys. mieszkańców; 2 miasta z ludnością 1÷5 tys. oraz reszta miast poniżej 1 tys. mieszkańców.

## Największe miasta na Tonga
Największe miasta na Tonga według liczebności mieszkańców (stan na 30.11.2011):
| L.p. | Miasto       | Archipelag | Liczba ludności |
| ---- | ------------ | ---------- | --------------- |
| 1.   | Nukuʻalofa   | Tongatapu  | 24 158          |
| 2.   | Neiafu       | Vavaʻu     | 4 045           |
| 3.   | Haveluloto   | Tongatapu  | 3 476           |
| 4.   | Tofoa-Koloua | Tongatapu  | 3 358           |
| 5.   | Vaini        | Tongatapu  | 3 234           |

## Alfabetyczna lista miast na Tonga
Spis miast Tonga powyżej 200 mieszkańców według danych szacunkowych z 2011 roku:
- Fuaʻamotu
- Haʻateiho
- Haveluloto
- Hihifo
- Hofoa
- Houma
- Kolonga
- Lapaha
- Leimatuʻa
- Muʻa
- Neiafu
- Nukuʻalofa
- Nukunuku
- ʻOhonua
- Pangai-Hihifo
- Pea
- Popua
- Tatakamotonga
- Tofoa-Koloua
- Tokomololo
- Vaini
- Veitongo